# Ematurga felicis
Ematurga felicis är en fjärilsart som beskrevs av Krausse 1915. Ematurga felicis ingår i släktet Ematurga och familjen mätare. Inga underarter finns listade i Catalogue of Life.